# Valdina (famiglia)
La famiglia Valdina è una famiglia nobile italiana di origine gota.

## Storia
La famiglia Valdina discende da un ramo della famiglia Whart, che mutò il proprio nome nell'XI secolo.
Famiglia illustre in Sicilia durante il periodo della dominazione spagnola, raggiunse cariche tra le più importanti del Regno. Possedette in Sicilia principati, marchesati e baronie.
Capostipite siciliano della famiglia, originaria della Spagna, è il cavaliere Andrea, governatore della Camera Reginale, capitano d'armi e vicario in Val di Noto, il quale acquistò Raccuja ed un feudo in Valdina e portò la famiglia in Sicilia intorno al 1470. 
Tra i suoi membri più noti:
- Francesco Valdina, barone di Raccuja
- Giovanni Maria Valdina, vescovo di Acerno dal 1566 al 1570[8] e professore di filosofia e teologia che prese parte al concilio di Trento
- Pietro Valdina, 1º principe di Valdina nel 1642 e due volte pretore di Palermo[9]
- Carlo Valdina (?-1645), cavaliere dell'Ordine di Malta e al comando delle galee dei cavalieri contro i Turchi[10][11]
- Andrea Valdina, cavaliere dell'Ordine militare di Alcántara.

## Proprietà
- Palazzo Atenasio Martino dei baroni di Rocca e Valdina a Cefalù

## Stemma
Arma: d'azzurro al guerriero armato d'argento, impugnante con la destra uno scettro dello stesso e la sinistra appoggiata all'elsa della spada.